# اه اه (چیز دیگری برای گفتن ندارم)
اه اه (چیز دیگری برای گفتن ندارم) (به انگلیسی: (Eh, Eh (Nothing Else I Can Say) آهنگ خواننده پاپ آمریکایی لیدی گاگا است.